# آيت أورقية (آيت علي أوسهيد)
آيت أورقية هو دُوَّار يقع بجماعة تالسينت، إقليم فكيك، جهة الشرق في المملكة المغربية. ينتمي الدوّار لمشيخة آيت علي أوسهيد التي تضم 8 دواوير. يقدر عدد سكانه بـ 370 نسمة حسب الإحصاء الرسمي للسكان والسكنى لسنة 2004.

## وصلات خارجية
- البوابة الوطنية للجماعات الترابية
- المندوبية السامية للتخطيط